# Кёшк
Кёшк (тур. Köşk — дозор, вахта) — жилое укреплённое башнеобразное сооружение раннесредневекового замка в Средней Азии, аналогичное донжону. Кёшк, сооруженный из сырцового кирпича, ставился на глинобитную платформу с покатыми гранями.
«Золотым веком» раннесредневековых замков Средней Азии были V—VIII века — время политической раздробленности, дезурбанизации и установления феодального хозяйственного уклада. Мелкие владения этого времени были практически самостоятельны и постоянно пребывали в состоянии боевой готовности: каждый правитель опасался нападения соседей и сам был не прочь захватить их владения. В этих условиях многочисленные замки аристократов-земледельцев строились прежде всего с расчётом на оборону и безопасность. Кёшки обычно строились двухэтажными, причём жилые и приёмные помещения в этом случае располагались на верхнем этаже.
В работе, посвящённой предисламской архитектуре Средней Азии, С. Г. Хмельницкий попытался дать обобщённую классификацию замков этой эпохи с точки зрения планировки. Было выделено 4 типа:
1. Каре единообразных помещений, окружающих внутренний двор;
2. Здание с центральным приёмным залом (квадратным и, возможно, купольным) окружённым более низкими помещениями;
3. Здание с центральным приёмным залом (более или менее симметричной относительно обеих осей), «ядром» которой служит небольшой купольный холл, соединяющий окружающие его помещения;
4. Здания с асимметрично расположенным (обычно в углу) прямоугольным приёмным залом, который с двух или, реже, с трёх сторон окружён широким коридорообразном кулуаром[3].

В IX—X веках создание государств Тахиридов и Саманидов на месте прежних мелких владений сводит на нет значение укреплённых «рыцарских гнёзд»: рыцари-«дехкане» теряют независимость и идут служить правящей династии, феодальные междоусобицы прекращаются или, по крайней мере, ослабевают, и безопасность аристократа-землевладельца и его рода зависит теперь больше от состояния дел в государстве, чем от толщины стен и высоты его родового замка. Новую ситуацию сформулировал Исмаил Самани, отменивший ремонты «длинной стены» (Канпирак) вокруг Древнебухарского оазиса: «Пока я жив, я — стена Бухары».
Есть предположение, что в X—XII веках, когда кёшки местного доисламского рыцарства потеряли своё значение, некоторые из них были превращены в небольшие караван-сараи нетрадиционного вида и устройства.

## Kax
Большой кёшк называется «ках». Иногда кёшком называют наиболее укреплённую часть каха.